# CODEN
CODEN je po ASTM standardu E250 šestoslovni, alfanumerički bibliografski kod, koji pruža konciznu, jedinstvenu i nedvosmislenu identifikaciju naziva periodičnih i neserijskih publikacija iz svih predmetnih oblasti.
CODEN je postao posebno zastupljen u naučnoj zajednici kao sistem citiranja periodični publikacija u tehničkim i hemijskim publikacijama, i oruđe za pretragu bibliografskih kataloga.

## Literatura
- Bishop, Charles: "An integrated approach to the documentation problem". In: American Documentation (ISSN 0096-946X, CODEN AMDOA7), Vol. 4, p. 54–65 (1953).
- Bishop, Charles: "Use of the CODEN system by the individual research scientist". In: American Documentation (ISSN 0096-946X, CODEN AMDOA7), Vol. 8, p. 221–226 (1957).
- Kuentzel, L. E.: "Current status of the CODEN Project". In: Special Libraries (ISSN 0038-6723), Vol. 57, p. 404–406 (1966).
- Kuentzel, L. E.: "CODEN for periodical titles, Vol. 2 ;  Periodical titles by title". In: ASTM data series publication, American Society for Testing and Materials (ISSN 0066-0531); Vol. 23 A (1966).
- Hammer, Donald P.: "A review of the ASTM CODEN for Periodical Titles". Library Resources & Technical Services (ISSN 0024-2527), Vol. 12, p. 359–365 (1968).
- Saxl, Lea: "Some thoughts about CODEN". In: Special Libraries (ISSN 0038-6723), Vol. 59, p. 279–280 (1968).
- Pflueger, Magaret: "A vote for CODEN". In: Special Libraries (ISSN 0038-6723), Vol. 60, p. 173 (1969).
- Blumenthal, Jennifer G. (ed.): "CODEN for periodical titles, Part 1 ; Periodical titles arranged CODEN". In: ASTM data series publication, American Society for Testing and Materials (ISSN 0066-0531); Vol. 23 B (1970).
- Blumenthal, Jennifer G. (ed.): "CODEN for periodical titles, Part 2 ; Periodical titles arranged alphabetically by title". In: ASTM data series publication, American Society for Testing and Materials (ISSN 0066-0531); Vol. 23 B (1970).
- Blumenthal, Jennifer G. (ed.): "CODEN for periodical titles ; Suppl. 1". In: ASTM data series publication, American Society for Testing and Materials (ISSN 0066-0531); Vol. 23 B (1972).
- Blumenthal, Jennifer G. (ed.): "CODEN for periodical titles ; Suppl. 2". In: ASTM data series publication, American Society for Testing and Materials (ISSN 0066-0531); Vol. 23 B (1974).
- ASTM Standard E 250-72: Standard recommended practice for use of CODEN for Periodical Title Abbreviations. Philadelphia. ASTM, 1972.
- ASTM Standard E 250-76: Standard recommended practice for use of CODEN for Periodical Title Abbreviations. Philadelphia. ASTM, 1976.
- Anon: "Chemical Abstract Service assumes ASTM CODEN assignment". In: Journal of Library Automation (ISSN 0022-2240), Vol. 8, p. 12 (1975).
- Groot, Elizabeth H.: "Unique identifiers for serials: an annotated, comprehensive bibliography". In: The Serials Librarian (ISSN 0361-526X, CODEN SELID4), Vol. 1 (no. 1), p. 51–75 (1976).
- Groot, Elizabeth H.: "Unique identifiers for serials: 1977 update". In: The Serials Librarian (ISSN 0361-526X, CODEN SELID4), Vol. 2 (no. 3), p. 247–255 (1978).

## Spoljašnje veze
- Homepage of CASSI: CASSI homepage